# 経済学研究科
経済学研究科（けいざいがくけんきゅうか、英称：The Graduate School of Economics）は、日本の大学院研究科のうち、経済学に関する高度な教育・研究を行う機構（研究大学院）の1つである。具体的な研究分野 については経済学部も参照。

## 概要
主に、経済学部の上位に連続した形で設置され、博士前期課程（修士課程）および博士後期課程（博士課程）あるいはそれに相当する課程で構成される。学位は、修士課程は修士（経済学）を、博士課程は博士（経済学）を修めることができる。包摂する領域を掲げる研究科、専攻またはコースは、それに相当する専攻名称等に応じた学位を修める。

## 経済学研究科を置く大学

### 国立
※経済学研究科（博士課程）を置く大学
- 北海道大学
- 東北大学
- 東京大学
- 一橋大学
- 名古屋大学
- 滋賀大学
- 京都大学
- 大阪大学
- 神戸大学
- 九州大学

※経済学研究科に準ずる研究科（博士課程）を置く大学
- 横浜国立大学 - 国際社会科学府・研究院
- 広島大学 - 社会科学研究科

※経済学を専攻できる研究科（博士課程）を置く大学
- 筑波大学 - 人文社会科学研究科経済学専攻
- 千葉大学 - 人文社会科学研究科社会科学研究専攻
- 埼玉大学 - 人文社会科学研究科経済経営専攻
- 新潟大学 - 現代社会文化研究科人間形成文化論専攻
- 金沢大学 - 人間社会環境研究科人間社会環境学専攻
- 岡山大学 - 社会文化科学研究科社会文化学専攻

※経済学研究科（修士課程）を置く大学
- 福島大学
- 富山大学
- 和歌山大学
- 山口大学
- 香川大学
- 佐賀大学
- 長崎大学
- 大分大学

### 公立
※経済学研究科（博士課程）を置く大学
- 名古屋市立大学
- 大阪市立大学
- 大阪府立大学
- 兵庫県立大学

※経済学研究科に準ずる研究科（博士課程）を置く大学
- 高崎経済大学 - 経済・経営学研究科
- 首都大学東京 - 社会科学研究科

※経済学を専攻できる研究科（博士課程）を置く大学
- 横浜市立大学 - 国際マネジメント研究科国際マネジメント専攻

※経済学研究科（修士課程）を置く大学
- 下関市立大学
- 北九州市立大学
- 長崎県立大学

### 私立
※経済学研究科（博士課程）を置く大学
北海道・東北
- 北海学園大学
- 東北学院大学

関東・東京
- 青山学院大学
- 亜細亜大学
- 慶應義塾大学
- 学習院大学
- 神奈川大学
- 関東学院大学
- 國學院大學
- 国士舘大学
- 駒澤大学
- 拓殖大学
- 上智大学
- 成城大学
- 専修大学
- 大東文化大学
- 中央大学
- 帝京大学
- 東海大学
- 東京経済大学
- 東京国際大学
- 東洋大学
- 獨協大学
- 日本大学
- 法政大学
- 武蔵大学
- 明治学院大学
- 立教大学
- 立正大学
- 流通経済大学
- 早稲田大学

中部
- 愛知大学
- 中京大学
- 南山大学
- 名城大学

近畿
- 追手門学院大学
- 大阪学院大学
- 大阪経済大学
- 大阪産業大学
- 関西大学
- 関西学院大学
- 京都産業大学
- 近畿大学
- 神戸学院大学
- 帝塚山大学
- 同志社大学
- 桃山学院大学
- 立命館大学
- 龍谷大学

中国・四国・九州・沖縄
- 広島経済大学
- 松山大学
- 鹿児島国際大学
- 熊本学園大学
- 福岡大学

※経済学研究科に準ずる研究科（博士課程）を置く大学
関東・東京
- 成蹊大学 - 経済経営研究科
- 麗澤大学 - 経済研究科

中部
- 名古屋学院大学 - 経済経営研究科

中国・四国・九州・沖縄
- 広島修道大学 - 経済科学研究科
- 九州産業大学 - 経済・ビジネス研究科

※経済学研究科（修士課程）を置く大学
北海道・東北
- 旭川大学
- 札幌大学
- 北星学園大学
- 富士大学

関東・東京
- 城西大学
- 駿河台大学
- 東海大学
- 千葉経済大学
- 明海大学
- 明星大学

中部
- 新潟産業大学

近畿
- 京都学園大学

中国・四国・九州・沖縄
- 岡山商科大学
- 福山大学
- 西南学院大学